# كلاوس ماير
كلاوس ماير (بالألمانية: Klaus Meyer)‏ (5 أغسطس 1937 غوسلار ألمانيا - 4 أبريل 2014) هو لاعب كرة قدم ألماني سابق كان يلعب كمدافع.

## روابط خارجية
- كلاوس ماير على موقع قاعدة بيانات كرة القدم.إي يو (الإنجليزية)
- كلاوس ماير على موقع بيانات كرة القدم. دي إي (الألمانية)
- كلاوس ماير على موقع عالم كرة القدم.نت (الإنجليزية)